# Szwejki (powiat ciechanowski)
Szwejki – wieś sołecka w Polsce położona w województwie mazowieckim, w powiecie ciechanowskim, w gminie Sońsk.
W latach 1975–1998 miejscowość należała administracyjnie do województwa ciechanowskiego.
Znaczną część mieszkańców stanowią rolnicy. Większa część miejscowości jest objęta ochroną w związku z programem Sona (mający na celu ochronę środowiska naturalnego rzeki Sona). Przez wieś biegnie długa szosa, ukryta pośród wysokich drzew.
Szwejki graniczą z miejscowościami: Sońsk, Marusy, Gołotczyzna, Strusinek.
W Szwejkach urodził się były prezydent Ciechanowa, Waldemar Wardziński.